# Jonáš Vais
Jonáš Vais (* 24. listopad 1999, Česko) je český fotbalový záložník a bývalý mládežnický reprezentant, od roku 2023 hráč klubu TJ Jiskra Domažlice.

## Klubová kariéra

### Mládežnické roky
Vais je odchovancem Viktorie Plzeň.

### FC Viktoria Plzeň
Ač je Vais plzeňským odchovancem, za první tým nikdy nenastoupil. V sezoně 2019/2020 vypomáhal především třetiligové rezervě, když nastoupil v 16 ligových zápasech a vstřelil v nich 7 branek. Před svým odchodem v lednu 2021 byl posílán na hostování.

#### TJ Jiskra Domažlice (hostování)
Na rok a půl dlouhé hostování do třetiligových Domažlic byl poslán v únoru 2018. Za tu dobu nastoupil do 42 ligových zápasů, ve kterých se šestkrát střelecky prosadil. Zároveň odehrál i 2 zápasy v rámci MOL Cupu.

#### 1. FK Příbram (hostování)
V létě 2020 byl poslán na půlroční hostování do Příbrami. Svou prvoligovou premiéru si odbyl v srpnovém utkání proti Teplicím. Od té doby odehrál za Příbram celkem 13 prvoligových utkání, v nichž se střelecky neprosadil. Nastoupil také do dvou zápasů MOL Cupu a v jednom utkání pomohl i třetiligové rezervě.

### SK Dynamo České Budějovice
Protože v Plzni nenašel herní uplatnění, přestoupil v lednu 2021 do prvoligových Českých Budějovic. V klubu působil do roku 2023, kdy odešel do klubu TJ Jiskra Domažlice, kde již předtím hostoval.

## Reprezentační kariéra
Nastoupil celkově do 13 mezistátních utkání v dresu České republiky v mládežnických věkových kategoriích do 18 a 19 let, branku v nich nevstřelil.

## Klubové statistiky
- aktuální k 9. únor 2021

| Tým                        | Sezona            | Liga   | Liga   | Pohár  | Pohár  | Evropské poháry | Evropské poháry |
| Tým                        | Sezona            | Zápasy | Branky | Zápasy | Branky | Zápasy          | Branky          |
| -------------------------- | ----------------- | ------ | ------ | ------ | ------ | --------------- | --------------- |
| TJ Jiskra Domažlice        | 2017/18 (3. liga) | 12     | 0      | -      | -      | -               | -               |
| TJ Jiskra Domažlice        | 2018/19 (3. liga) | 30     | 6      | 2      | 0      | -               | -               |
| FC Viktoria Plzeň B        | 2019/20 (3. liga) | 16     | 7      | -      | -      | -               | -               |
| 1. FK Příbram              | 2020/21           | 13     | 0      | 1      | 0      | -               | -               |
| 1. FK Příbram B            | 2020/21 (3. liga) | 1      | 0      | -      | -      | -               | -               |
| SK Dynamo České Budějovice | 2020/21           | -      | -      | -      | -      | -               | -               |
| Celkem                     | Celkem            | 72     | 13     | 3      | 0      | 0               | 0               |